# 达妮埃拉·马塞罗尼
达妮埃拉·马塞罗尼（義大利語：Daniela Masseroni，1985年2月28日—），意大利女子艺术体操运动员。她曾代表意大利获得2004年夏季奥运会体操比赛女子团体全能银牌。她也参加了2008年夏季奥运会。